# Hybovalgus obsoletsquamosus
Hybovalgus obsoletsquamosus är en skalbaggsart som beskrevs av Miyake 1985. Hybovalgus obsoletsquamosus ingår i släktet Hybovalgus och familjen Cetoniidae. Inga underarter finns listade i Catalogue of Life.